# Втрати 30-ї окремої мотострілецької бригади (РФ)
У статті наведено подробиці поіменних втрат 30-ї окремої мотострілецької бригади Збройних сил РФ у різних військових конфліктах.

## Інтервенція в Сирію
| п/п | Прізвище, ім'я, по-батькові                                       | Звання    | Дата народження | Дата смерті |
| --- | ----------------------------------------------------------------- | --------- | --------------- | ----------- |
| 1.  | Єловенко Віктор Володимирович (рос. Еловенко Виктор Владимирович) | полковник | 15.11.1972      | 22.02.2019  |

## Вторгнення в Україну
| п/п | Прізвище, ім'я, по-батькові                                            | Звання            | Дата народження | Дата смерті   |
| --- | ---------------------------------------------------------------------- | ----------------- | --------------- | ------------- |
| 1.  | Баранов Євген Андрійович (рос. Баранов Евгений Андреевич)              |                   |                 | 24.02.2022    |
| 2.  | Льовкін Сергій (рос. Левкин Сергей)                                    | майор             | 1982            | 28.02.2022    |
| 3.  | Казаков Данило Ільдарович (рос. Казаков Данил Ильдарович)              | рядовий           | 18.12.2001      | 24.03.2022    |
| 4.  | Мінкін Олександр Сергійович (рос. Минкин Александр Сергеевич)          |                   | 24.01.1998      | 14.04.2022    |
| 5.  | Брячнєв Олександр Валерійович (рос. Брячнев Александр Валерьевич)      | старший лейтенант | 10.05.1988      | 16.04.2022    |
| 6.  | Баранов Євген Андрійович (рос. Баранов Евгений Андреевич)              |                   | 08.09.1998      | 22.04.2022    |
| 7.  | Феоктістов Артем Дмитрович (рос. Феоктистов Артём Дмитриевич)          | рядовий           | 15.11.2002      | 24.04.2022    |
| 8.  | Лебедєв Роман Миколайович (рос. Лебедев Роман Николаевич)              | рядовий           | 28.01.2000      | 01.05.2022    |
| 9.  | Павлов Альберт Едуардович (рос. Павлов Альберт Эдуардович)             |                   |                 | 02.05.2022    |
| 10. | Галімов Руслан Зайнуллович (рос. Галимов Руслан Зайнуллович)           | молодший сержант  | 22.02.1980      | 07.05.2022    |
| 11. | Циреторов Арсалан Туменович (рос. Цыреторов Арсалан Тумэнович)         | лейтенант         | 17.10.2000      | 10.05.2022    |
| 12. | Саїтов Артур Віталійович (рос. Саитов Артур Витальевич)                |                   | 25.03.1997      | 11.05.2022    |
| 13. | Агарімов Аслан Ісметович (рос. Агарагимов Аслан Исметович)             | лейтенант         | 01.09.1999      | 14.05.2022    |
| 14. | Байнганов Віталій Чингісович (рос. Байнганов Виталий Чингисович)       | молодший сержант  | 28.01.1998      | 01.06.2022    |
| 15. | Крючков Сергій Володимирович (рос. Крючков Сергей Владимирович)        | рядовий           | 30.09.1986      | 09.06.2022    |
| 16. | Донгак Долаан Давидович (рос. Донгак Долаан Давидович)                 | лейтенант         | 08.07.1995      | 14.08.2022    |
| 17. | Владимиров В'ячеслав Сергійович (рос. Владимиров Вячеслав Сергеевич)   | рядовий           | 17.07.1992      | 22.10.2022    |
| 18. | Бауер Андрій Вікторович (рос. Бауэр Андрей Викторович)                 |                   | ?.?.1976        | 06.12.2022    |
| 19. | Григор'єв Микола Петрович (рос. Григорьев Николай Петрович)            | сержант           | 20.05.1986      | 15.12.2022    |
| 20. | Єргуньов Олександр Петрович (рос. Ергунев Александр Петрович)          |                   | 01.11.1974      | 02.02.2023    |
| 21. | Дудченко Павло Олегович (рос. Дудченко Павел Олегович)                 | старший сержант   | 12.02.1984      | 22.07.2023    |
| 22. | Бусоргін Микола Віталійович (рос. Бусоргин Виталий Николаевич)         |                   | 20.02.1983      | 25.08.2023    |
| 23. | Хчоян Едгар Ростомович (рос. Хчоян Эдгар Ростомович)                   | рядовий           | 13.12.1991      | 28.10.2023    |
| 24. | Семериков Леонід Володимирович (рос. Семериков Леонид Владимирович)    | сержант           | 26.02.1995      | 26.11.2023    |
| 25. | Лібрехт Євген Сергійович (рос. Либрехт Евгений Сергеевич)              | старший лейтенант | 22.12.1980      | 01.03.2024    |
| 26. | Марактаєв Дмитро Михайлович (рос. Марактаев Дмитрий Михайлович)        |                   | 28.11.1966      | 08.03.2024    |
| 27. | Липавський Ярослав Володимирович (рос. Липавский Ярослав Владимирович) | рядовий           | 16.03.2006      | 15.04.2024    |
| 28. | Хусаїнов Тахір Камільєвич (рос. Хусаинов Тахир Камильевич)             |                   | 19.10.1989      | до 01.04.2024 |